# Filip Serečin
Filip Serečin (Košice, 4 ottobre 1989) è un calciatore slovacco, attaccante dello Shahter Qaraǵandy.

## Carriera

### Club
Nel gennaio 2011 lo Zemplin Michalovce paga il suo cartellino 50000 € per ottenerne le prestazioni. Non gioca alcun incontro con questo club, prima di trasferirsi nell'estate 2011 passa per una cifra imprecisata al Ruzomberok. Dopo aver giocato nel Banats (Armenia), tra il 4 novembre 2014 e il primo settembre 2015 è rimasto svincolato. In seguito, si accorda nuovamente con il Kosice, quindi torna allo Zemplin Michalovce prima di trasferirsi in Kazakistan.